# Ethan Brooks
Ethan Duncan Brooks (Johannesburg, 1º marzo 2001) è un calciatore sudafricano, centrocampista dell'AmaZulu e della nazionale sudafricana.

## Carriera

### Club
Ha giocato nella prima divisione sudafricana.

### Nazionale
Ha giocato nella nazionale sudafricana Under-20.
Debutta con la nazionale sudafricana il 10 giugno 2021 in occasione dell'amichevole vinta 3-2 contro l'Uganda.

## Statistiche
Statistiche aggiornate al 9 ottobre 2021.

### Cronologia presenze e reti in nazionale
| Cronologia completa delle presenze e delle reti in nazionale ― Sudafrica | Cronologia completa delle presenze e delle reti in nazionale ― Sudafrica | Cronologia completa delle presenze e delle reti in nazionale ― Sudafrica | Cronologia completa delle presenze e delle reti in nazionale ― Sudafrica | Cronologia completa delle presenze e delle reti in nazionale ― Sudafrica | Cronologia completa delle presenze e delle reti in nazionale ― Sudafrica | Cronologia completa delle presenze e delle reti in nazionale ― Sudafrica | Cronologia completa delle presenze e delle reti in nazionale ― Sudafrica |
| Data                                                                     | Città                                                                    | In casa                                                                  | Risultato                                                                | Ospiti                                                                   | Competizione                                                             | Reti                                                                     | Note                                                                     |
| ------------------------------------------------------------------------ | ------------------------------------------------------------------------ | ------------------------------------------------------------------------ | ------------------------------------------------------------------------ | ------------------------------------------------------------------------ | ------------------------------------------------------------------------ | ------------------------------------------------------------------------ | ------------------------------------------------------------------------ |
| 10-6-2021                                                                | Soweto                                                                   | Sudafrica                                                                | 3 – 2                                                                    | Uganda                                                                   | Amichevole                                                               | -                                                                        |                                                                          |
| 6-7-2021                                                                 | Port Elizabeth                                                           | Sudafrica                                                                | 1 – 0                                                                    | Botswana                                                                 | Coppa COSAFA 2021 – 1º turno                                             | -                                                                        |                                                                          |
| 8-7-2021                                                                 | Port Elizabeth                                                           | Sudafrica                                                                | 1 – 0                                                                    | eSwatini                                                                 | Coppa COSAFA 2021 – 1º turno                                             | -                                                                        | 71’                                                                      |
| 16-7-2021                                                                | Port Elizabeth                                                           | Sudafrica                                                                | 3 – 0                                                                    | Mozambico                                                                | Coppa COSAFA 2021 – Semifinale                                           | -                                                                        | 85’                                                                      |
| 18-7-2021                                                                | Port Elizabeth                                                           | Sudafrica                                                                | 0 – 0 (5 – 4 dtr)                                                        | Senegal                                                                  | Coppa COSAFA 2021 – Finale                                               | -                                                                        | 79’ 95’                                                                  |
| 6-9-2021                                                                 | Johannesburg                                                             | Sudafrica                                                                | 1 – 0                                                                    | Ghana                                                                    | Qual. Mondiali 2022                                                      | -                                                                        |                                                                          |
| Totale                                                                   |                                                                          | Presenze                                                                 | 6                                                                        |                                                                          | Reti                                                                     | 0                                                                        |                                                                          |

## Palmarès

### Nazionale
- Coppa COSAFA: 1

Sudafrica 2021